# Liste des maires de Saint-Quentin
Cet article dresse une liste par ordre de mandat des maires de Saint-Quentin.

## Liste des maires

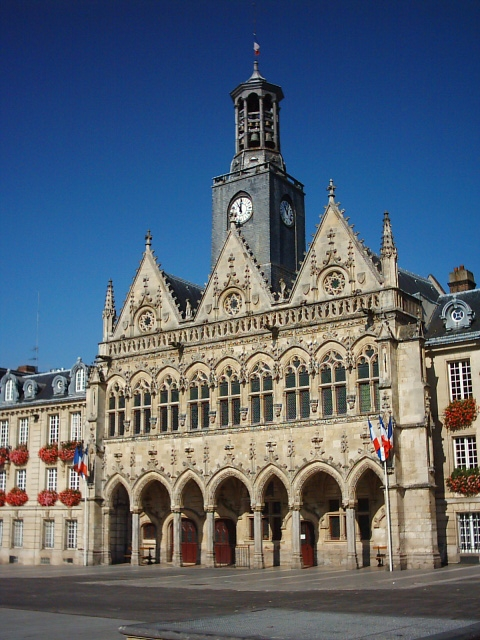
L'hôtel de ville de Saint-Quentin.

| Période                                  | Période         | Identité                                       | Étiquette | Qualité                                                                                     |
| ---------------------------------------- | --------------- | ---------------------------------------------- | --------- | ------------------------------------------------------------------------------------------- |
| Les données manquantes sont à compléter. |                 |                                                |           |                                                                                             |
|                                          | 1557            | Louis Varlet de Gibercourt                     |           | Mayeur au cours de la bataille de Saint-Quentin Pas de mayeur durant l'occupation espagnole |
| Les données manquantes sont à compléter. |                 |                                                |           |                                                                                             |
| 1572                                     | 1573            | Quentin Barré                                  |           |                                                                                             |
| Les données manquantes sont à compléter. |                 |                                                |           |                                                                                             |
| 1749                                     | 1750            | François Botté de Borival                      |           |                                                                                             |
| 1750                                     | 1752            | Louis Claude d'Achery d'Hercourt               |           |                                                                                             |
| 1752                                     | 1754            | Jean Bernard Maubert                           |           |                                                                                             |
| 1754                                     | 1756            | Antoine Gobinet                                |           |                                                                                             |
| 1756                                     | 1758            | Charles Antoine Nicolas Férot                  |           |                                                                                             |
| 1758                                     | 1760            | Henri Louis de Maubreuil                       |           |                                                                                             |
| 1760                                     | 1762            | Nicolas Watier                                 |           |                                                                                             |
| 1762                                     | 1764            | Louis François Desjardins                      |           |                                                                                             |
| 1764                                     | 1768            | Charles Henri Dorigny                          |           | Lieutenant au baillage                                                                      |
| 1769                                     | 1773            | Marie Joseph Caignard du Rotoy                 |           |                                                                                             |
| 1774                                     | 1776            | Charles Maillet                                |           | Conseiller du roi                                                                           |
| 20 juin 1776                             | 1778            | Nicolas Quentin Huet du Sancy                  |           | Conseiller du roi                                                                           |
| 18 juin 1778                             | 1780            | Jacques Nicolas Quentin Debry                  |           | Avocat                                                                                      |
| 22 juin 1780                             | 1782            | Charles Antoine Quentin Desjardins             |           | Négociant                                                                                   |
| 20 juin 1782                             | 1784            | Pierre Alexandre François Margerin (1735-1803) |           | Premier lieutenant criminel Quentin de La Tour fit son portrait.                            |
| 17 juin 1784                             | 1786            | Charles Henri Pasquier Colliette (1735-1803)   |           | Avocat du Roy                                                                               |
| 21 juin 1786                             | juin 1788       | Charles Louis Fouquier                         |           | Président du grenier à sel                                                                  |
| juin 1788                                | 5 novembre 1789 | Joseph-Marie Néret                             |           | Receveur de la gabelleDémissionnaire                                                        |

| Période           | Période           | Identité                             | Étiquette                        | Qualité |
| ----------------- | ----------------- | ------------------------------------ | -------------------------------- | --- |
| 5 décembre 1789   | 25 janvier 1790   | Nicolas Alexandre Margerin           |                                  | Président du Conseil municipal |
| 27 janvier 1790   | 11 février 1790   | Jean Louis Barthelémy Possel         |                                  | Négociant Démissionnaire |
| 20 février 1790   | 1791              | Antoine Namuroy                      |                                  | Notaire Démissionnaire |
| 20 décembre 1791  | 22 octobre 1792   | Louis Quentin Fouquier               |                                  | |
| 24 octobre 1792   | 11 août 1793      | Guy-Félix de Pardieu                 |                                  | Comte de Vadancourt Capitaine Député (1789-1791) |
| 29 octobre 1793   | 1794              | Barthélémy Possel                    |                                  | |
| 24 octobre 1794   | 1795              | Jacques Arpin                        |                                  | Négociant Industriel Député (1815) |
| 3 novembre 1795   | 1797              | M. Fizeaux                           |                                  | |
| 17 octobre 1797   | 1798              | M. Leroy-Créteil                     |                                  | |
| 15 novembre 1798  | 1800              | M. Delafosse                         |                                  | |
| 27 mai 1800       | 1805              | Jacques Louis Joseph Blondel         |                                  | Avocat |
| 28 mai 1805       | 1808              | Barthélemy-Albin-Fleury Delhorme     | Bonapartiste                     | Négociant Député (1807-1814) |
| 13 mars 1808      | 15 décembre 1811  | Pierre Joly de Bammeville            |                                  | Négociant Décède en cours de mandat |
| 1812              | 1815              | Louis-Jean-Samuel Joly de Bammeville |                                  | Négociant Baron d'Empire Député (1791-1792) |
| Novembre 1815     | août 1828         | François de Baudreuil                | Royaliste                        | Officier militaire |
| 1828              | 11 février 1831   | J.-B. Dupuis                         |                                  | Négociant |
| 30 mars 1831      | 24 septembre 1837 | Jean Namuroy                         |                                  | Président de la Chambre de commerce Démissionnaire |
| 24 septembre 1837 | avril 1841        | Victor Déalle                        |                                  | Avoué |
| 1er mai 1841      | octobre 1844      | Pierre-Quentin Desjardins-Fouquier   |                                  | Ancien commissaire des guerres |
| octobre 1844      | décembre 1846     | M. Carlier Pommery                   |                                  | Deuxième adjoint faisant fonction de maire |
| 20 décembre 1846  | 4 juin 1848       | Charles Lemaire                      |                                  | Propriétaire Conseiller général (1842-1848) Préfet de la Meuse (1848-1849)                                                                                             |
| 13 juin 1848      | 3 décembre 1851   | Louis Bourbier                       |                                  | Médecin Démissionnaire |
| 4 décembre 1851   | janvier 1852      | M. Foy-Lemercier                     | Bonapartiste                     | Négociant Nommé Président du conseil municipal par le sous-préfet |
| 26 janvier 1852   | mai 1861          | Charles Namuroy                      | Bonapartiste                     | Avocat Conseiller général (1852-1861) |
| 4 juillet 1861    | 8 mai 1863        | Charles Picard,                      |                                  | Négociant Économiste Conseiller général (1852-1871) Démissionnaire |
| 16 juillet 1863   | 21 septembre 1870 | Antoine Huet-Jacquemin               | Bonapartiste                     | Manufacturier Négociant |
| 21 septembre 1870 | 22 avril 1871     | François Malézieux                   | Républicain                      | Avocat Député (1863-1885) Sénateur (1885-1903) Président de la commission municipale provisoire faisant fonction de maire pendant l'attaque et l'occupation allemandes |
| 20 mai 1871       | 8 octobre 1885    | Charles-Désiré Mariolle-Pinguet      | Républicain modéré               | Ingénieur-constructeur Président du tribunal de commerce Conseiller général (1883-1894) Démissionnaire                                                                 |
| 5 décembre 1885   | 7 août 1886       | Paul Béranger                        | Républicain progressiste         | Avoué au tribunal civil Député (1885-1886) Décède en cours de mandat                                                                                                   |
| 26 septembre 1886 | mai 1896          | François Hugues                      | Républicain progressiste         | Industriel Député (1893-1907) |
| mai 1896          | mai 1900          | Charles-Désiré Mariolle-Pinguet      | Républicain modéré               | Ingénieur-constructeur Président du tribunal de commerce Conseiller général (1883-1894)                                                                                |
| 20 mai 1900       | 30 avril 1910     | Onézime-Joseph Caulier               | Socialiste indépendant puis SFIO | Médecin Conseiller général (1898-1904) Démissionnaire |
| 1910              | 1911              | Antoine Dornenberger                 |                                  | |
| 20 avril 1911     | 5 mai 1912        | Adrien Nordet                        | SFIO                             | Maître auxiliaire |
| 1912              | 26 août 1914      | Joseph Muller                        |                                  | Médecin Démissionnaire |
| 27 août 1914      | avril 1919        | Arthur Gibert                        |                                  | Ingénieur-électricien Deuxième adjoint faisant fonction de maire pendant l'occupation allemande Démissionnaire                                                         |
| avril 1919        | décembre 1919     | Charles Dessein                      |                                  | Premier adjoint faisant fonction de maire |
| 11 décembre 1919  | 31 août 1933      | Eugène Tricoteaux                    | SFIO                             | Ouvrier-coiffeur Président du Conseil d'arrondissement Député (1928-1933) Décède en cours de mandat                                                                    |
| 1933              | 1935              | Romain-Auguste Lartizien             |                                  | |
| 29 mai 1935       | septembre 1939    | Charles Feuillette                   | Républicain et social            | Médecin Député (1933-1936) Révoqué |
| septembre 1939    | mai 1940          | Camille Déal                         |                                  | Premier adjoint faisant fonction de maire durant la mobilisation du docteur Feuillette.                                                                                |
| 21 mai 1940       | 18 juin 1940      | Alexis Herbin                        |                                  | |
| 20 juin 1940      | 5 août 1940       | Louis Henrotte                       |                                  | Avocat à Saint-Quentin, notable désigné pour remplacer les élus mobilisés ou ayant quitté la commune                                                                   |
| 9 août 1940       | 15 avril 1943     | Pierre Seret                         |                                  | Commerçant Président de la Chambre de commerce et d'industrie Révoqué                                                                                                  |
| 22 avril 1943     | avril 1944        | Émile Delhaye                        |                                  | Vendeur de matériaux de construction Assassiné par la Résistance locale                                                                                                |
| 19 juin 1944      | 28 août 1944      | Pierre Michel                        |                                  | |
| 3 septembre 1944  | 1947              | Émile Pierret                        | PCF                              | Chef d'équipe aux Postes et Télécommunications Conseiller général (1945-1955)                                                                                          |
| 1947              | 22 novembre 1949  | Marcel Bugain                        | SFIO                             | Directeur d'école Décède en cours de mandat |
| 20 décembre 1949  | 2 février 1950    | Henri Jacquemart                     | RPF                              | Décède en cours de mandat |
| 1950              | 1953              | Émile Pierret                        | PCF                              | Chef d'équipe aux Postes et Télécommunications Conseiller général (1945-1955)                                                                                          |
| 1953              | 1959              | Henri Arnould                        | SFIO                             | Inspecteur à la Sécurité sociale |
| 22 mars 1959      | 27 septembre 1960 | François Collery                     | SFIO                             | Agriculteur Décède en cours de mandat |
| 1960              | 1965              | Pierre Laroche                       | SFIO                             | Décède en cours de mandat |
| mars 1965         | 1966              | Pierre Dupuy                         | UNR                              | Décède en cours de mandat |
| mars 1966         | 1977              | Jacques Braconnier                   | UDR                              | Marchand de meubles Sénateur (1971-1998) |
| mars 1977         | 1983              | Daniel Le Meur                       | PCF                              | Député (1973-1993) |
| mars 1983         | 1989              | Jacques Braconnier                   | RPR                              | Marchand de meubles Sénateur (1971-1998) |
| mars 1989         | 1995              | Daniel Le Meur                       | PCF                              | Député (1973-1993) |
| 18 juin 1995      | 27 septembre 2010 | Pierre André                         | RPR puis UMP                     | Sénateur (1998-2014) Président de la CA de Saint-Quentin Démissionnaire                                                                                                |
| 4 octobre 2010    | 14 janvier 2016   | Xavier Bertrand                      | UMP puis LR                      | Député (2002-2016) Ministre du Travail, de l'Emploi et de la Santé (2010-2012) Président de la CA de Saint-Quentin Démissionnaire                                      |
| 14 janvier 2016,  | en cours          | Frédérique Macarez,                  | LR                               | Présidente de la CA du Saint-Quentinois |